# La lunga notte (film 1954)
La lunga notte (The Long Wait) è un film del 1954 diretto da Victor Saville.